# Podolsk
Podolsk (em russo: Подольск) é uma cidade industrial da Rússia situada no óblast de Moscou. A cidade é banhada pelo rio Pakhra, um afluente do Rio Moscou, e tem uma população de cerca de 187,961 habitantes (2010).

## Cidades-irmãs
Podolsk é geminada com as seguintes cidades: 
- Amstetten, Áustria
- Bălţi, Moldávia
- Bar, Montenegro
- Barysaw, Bielorrússia
- Chernivtsi, Ucrânia
- Henan, China
- Kavarna, Bulgária
- Kladno, República Checa
- Ohrid, República da Macedônia
- Saint-Ouen, França
- Shumen, Bulgária
- Sucumi, Abecásia/Geórgia[3]
- Trier-Land, Alemanha
- Vanadzor, Armênia
- Voivodia da Vármia-Masúria, Polônia

## Esporte
A cidade de Podolsk é a sede do Estádio Avangard e do FC Vityaz Podolsk, que participa do Campeonato Russo de Futebol.